# 梁陳明任
梁陳明任 CM （1933年7月25日—），加拿大政治人物，1997年至2004年間以加拿大自由黨黨員身份擔任加拿大國會下議院議員，代表卑詩省的溫哥華京士威選區，是該國首位華裔女性國會下議院議員。
陳明任出生於江蘇省無錫市，1948年隨家人到台灣，其後到美國匹茲堡大學修讀微生物學，1957年從該校獲取理學士學位。她於當地結識在匹茲堡大學出任教授的牙醫梁甦華，兩人結婚後梁甦華獲溫哥華的卑詩大學邀請為該校開設牙醫學院並擔任院長，梁陳明任遂於1962年跟隨丈夫移居加拿大，並在卑詩大學進修，1966年從該校獲取社工系碩士學位。
梁陳明任畢業後曾於卑詩大學社工系出任講師和研究監督，並曾任溫哥華綜合醫院兒童保健中心的醫務社工。她亦活躍於其他社區活動，1970年代與丈夫參與籌建大溫哥華中華文化中心，並曾任加拿大亞洲藝術協會會長。她曾於1978年參與溫哥華市選，代表選民行動黨競逐溫哥華教育局學務委員職務。她於1994年獲頒加拿大員佐勳章，以表揚她的學術研究和社區貢獻。
1997年，她加入加拿大自由黨並獲選為國會下議院議員，代表溫哥華京士威選區。她於2000年聯邦大選連任成功，並獲當時的總理克理田委任為加拿大稅務部長的國會秘書。她完成該屆下議院議員任期時決定離開政壇，不在2004年聯邦大選中尋求連任。
梁陳明任從2010年-14年出任一家創業投資公司的行政總裁，2014年-16年則出任加拿大一家資源公司的董事局成員。她亦從2007年起出任一家甜菊糖生產商的董事。